# Patrick Baud
Pour les articles homonymes, voir Baud.
Patrick Baud, né le 30 juin 1979 à Avignon en France, est un écrivain, animateur et vidéaste français.

## Biographie
Après avoir animé une émission de radio consacrée à l'étrange (Exocet) au début des années 2000, Patrick Baud crée le blog Axolot en 2009, dans lequel il écrit à propos de faits étonnants et de diverses curiosités historiques et scientifiques,,,. En 2012, son premier livre est publié. Intitulé L'Homme qui sauva le monde et autres sources d'étonnement, on y retrouve les articles du blog, et des histoires inédites. Un second ouvrage, 20 inconnus au destin hors du commun dont vous n'avez jamais entendu parler avant, sort aux éditions Aaarg ! en juin 2014.
François Theurel, connu sous le pseudonyme « Le Fossoyeur de Films », encourage Patrick Baud, avec qui il était en colocation[source insuffisante], à se lancer dans la vidéo. Ainsi, Axolot devient également une chaîne de web-documentaires sur YouTube à partir de juin 2013. Patrick Baud explique ce succès par la fascination de l'homme pour l'étrange : « Je crois que ce qui plaît aux gens, c'est de se rendre compte à quel point ce monde est incroyable, étonnant. Et puis, je fais un gros travail de vulgarisation, de pédagogie, notamment pour tous les sujets scientifiques. Du coup, les sujets sont accessibles à tous ». Une bande dessinée adaptant plusieurs de ces histoires et illustrée par douze auteurs, Axolot, est publiée en octobre 2014 par les éditions Delcourt,,,. Un second volume est paru en novembre 2015, avec une nouvelle équipe d'illustrateurs mais toujours sous la forme d'un cabinet de curiosité.
Il présente également une conférence lors de l'événement « Vulgarizators » pour l'École normale supérieure de Lyon[source insuffisante], ainsi qu'une conférence TEDx à l'Institut national des sciences appliquées de Lyon[source insuffisante].
Entre juillet 2014 et octobre 2015, il produit le concept audio Histoires de nuit, dans lequel il lit des nouvelles ou récits courts destinés à « conduire vers la méditation et les rêves ».
En novembre 2015, il crée la « Veillée » en collaboration avec Damien Maric, un événement inspiré par le concept américain The Moth (en) au cours duquel les participants viennent raconter des histoires extraordinaires vécues. En septembre 2016, il co-organise le festival Frames à Avignon, une convention consacrée aux vidéastes d'internet.
En novembre 2016, Patrick Baud publie le tome 3 de la bande dessinée Axolot et un nouveau livre intitulé Terre secrète aux éditions Dunod, en collaboration avec le géologue Charles Frankel, consacré aux merveilles naturelles étonnantes et méconnues de la planète,.
Le 31 mai 2017, Patrick Baud lance une campagne de financement participatif via Ulule afin de financer sa série de voyages documentés Étranges escales. Il atteint son objectif en trois heures,.
En novembre 2017, il ouvre un compte Twitter intitulé « Nanofictions », sur lequel il écrit des micro-nouvelles en un tweet. Ces nouvelles sont réunies dans un livre le 3 octobre 2018 aux éditions Flammarion, agrémentées d'une préface de Bernard Werber.
Lors du Festival des créations télévisuelles de Luchon 2019, Patrick Baud remporte le prix des nouveaux talents de la vidéo.
Le 31 juillet 2019, avec le soutien du CNC Talent, il dévoile Chasseurs de mondes, un documentaire portant sur les exoplanètes réalisé en coproduction avec Pandora création et la Radio télévision suisse. Agrémenté des participations de Michel Mayor et Alexandre Astier, une version longue de 52 minutes est ensuite diffusée sur la chaîne suisse. À partir d'octobre 2019, il participe au « Vortex », une chaîne de vulgarisation coproduite par la chaîne Arte.
En avril 2020, dans le cadre du confinement, il lance une version live de ses Étranges escales sur Twitch, dans laquelle il présente diverses curiosités du monde sur Google Street View. Il anime également l'émission Frames live sur la chaîne YouTube du Frames Festival, dans laquelle il interviewe plusieurs vidéastes. En novembre, pendant le second confinement, il participe à une vidéo intitulée 5 histoires flippantes au coin du feu sur la chaîne de Mcfly et Carlito, dans laquelle il raconte l'histoire de Who put Bella in the Wych Elm?. La vidéo est vue plus de 3 millions de fois en 48 heures.
Le 1er septembre 2021, il publie avec Damien Maric un livre sur la Veillée, compilant 25 histoires parmi celles racontées dans les émissions. Une partie des revenus sont reversés au Secours populaire[source insuffisante]. Il sort en novembre le tome 5 de la bande dessinée Axolot ainsi que le livre France secrète.
Dans le cadre des Jeux olympiques d'été de 2024 il est sélectionné par le département du Vaucluse pour porter la flamme olympique.

## Publications

### Ouvrages
- L'Homme qui sauva le monde et autres sources d'étonnement, éd. lulu.com, 2012  (ISBN 978-1-4709-9939-1)
- 20 inconnus au destin hors du commun dont vous n'avez jamais entendu parler avant (dessins de Gwen Tomahawk), éd. Aaarg !, 2014  (ISBN 978-2-3703-1012-5)
- Série « Secrète », éd. Dunod
  - Terre secrète - Merveilles insolites de la planète (en collaboration avec Charles Frankel), 2016  (ISBN 978-2-1007-4225-7)
  - Lieux secrets - Merveilles insolites de l'humanité, 2017  (ISBN 978-2-1007-6381-8)
  - Nature secrète - Merveilles insolites du vivant (en collaboration avec Pierre Kerner), 2019  (ISBN 978-2-1007-8950-4)
  - France secrète - Merveilles insolites, 2021  (ISBN 978-2-1008-1943-0)
- Nanofictions (Préface de Bernard Werber), éd. Flammarion, 2018  (ISBN 978-2-0813-9003-4)
- Étranges escales, éd. Dunod, 2020  (ISBN 978-2-1007-8331-1)[35]
- La Veillée (en collaboration avec Damien Maric), éd. Albin Michel, 2021  (ISBN 978-2-2264-4896-5)
- Étranges escales : Mon carnet de voyage, éd. Dunod, 2023  (ISBN 978-2-1008-4625-2)
- Curieux musées : Collections insolites du monde entier, Éditions Dunod, 2024, 184 p. (ISBN 978-2100863792)

### Bandes dessinées
- Axolot (scénario), éd. Delcourt
  - Tome 1, 2014  (ISBN 978-2-7560-5075-1)
  - Tome 2, 2015  (ISBN 978-2-7560-7193-0)
  - Tome 3, 2016  (ISBN 978-2-7560-8004-8)
  - Tome 4, 2017  (ISBN 978-2-4130-0278-9)
  - Tome 5, 2021  (ISBN 978-2-4130-4059-0)
  - Tome 6, 2023  (ISBN 978-2-4130-8019-0)
- L'homme qui traversait les montagnes (en collaboration avec Fred Druart), éd. Jungle, 2018  (ISBN 978-2-8222-2584-7)
- Le bestiaire extraordinaire (en collaboration avec Éric Salch), éd. Delcourt, 2019  (ISBN 978-2-7560-8056-7)

## Émissions Web
- 2005-2007 : Exocet (présentateur avec Thomas Bry et Mickaël Icard)
- depuis 2013 : Axolot (chaîne youtube sur l'étrange et la curiosité) (auteur, présentateur, réalisateur) :
  - 2013-2017 : Axolot : épisodes variés sur des sujets étonnants
  - depuis 2014 : Étranges escales : les lieux étonnants et méconnus des grandes villes du monde et de France
  - 2016-2017 : Les Axoportraits : épisodes consacrés à « des personnes méconnues, mais avec des destins hors du commun »
  - 2019 : Chasseurs de mondes - Documentaire Exoplanètes avec Michel Mayor et Alexandre Astier
- 2014-2015 : Histoires de nuit (présentateur, réalisateur)
- 2020 : Étranges escales à la maison (animateur)
- 2020 : Frames Live (animateur)
- 2022 : Mcfly et Carlito : Bizeneuille : les travaux commencent ! (la maison va devenir légendaire) (narrateur)
- 2023 : Mcfly et Carlito : Loup Garou All Star (feat and fun niveau Oscar) (Marion Cotillard) (ça rime)
- 2025 : Continue tu m'intéresses (podcast)

## Acteur
- 2024 : La Petite Mort : Axolot (série d'animation, saison 4)

## Documentaires télévisés
- 2021 : Exoplanète, chasseurs de mondes un documentaire de Patrick Baud, Gilles Boussion et Vincent Clap, coproduction France 3 Provence-Alpes-Côte d’Azur / Pandora Création / RTS / TV5 Monde / La générale de production[36]

## Spectacles
- 2015 : La Veillée (co-créateur, présentateur)

## Autres
- 2017 : caméo vocal sur Takoyaki d'Ultra Vomit
- 2022 : participation à la ZZCCMXTP de KronoMuzik sur Interlude Mafieux
- 2024 : caméo vocal sur Patatas Bravas d'Ultra Vomit